# Facciolella
Facciolella is een geslacht van straalvinnige vissen uit de familie van de toveralen (Nettastomatidae). Het geslacht is voor het eerst wetenschappelijk beschreven in 1938 door Whitley.

## Soorten
- Facciolella castlei Parin & Karmovskaya, 1985
- Facciolella equatorialis (Gilbert, 1891)
- Facciolella gilbertii (Garman, 1899)
- Facciolella karreri Klausewitz, 1995
- Facciolella oxyrhyncha (Bellotti, 1883)
- Facciolella saurencheloides (D'Ancona, 1928)